# John Soane
John Soane, né le 10 septembre 1753 et mort  le 20 janvier 1837, est un architecte britannique dans la tradition néo-classique.

## Biographie
Fils de maçon, Soane naît à Goring-on-Thames près de Reading en Angleterre. Il suit des études d'architecture d'abord auprès de George Dance le Jeune, puis de Henry Holland tout en assistant aux cours dispensés par l'Académie royale d'Angleterre où il est entré en 1771. Pendant ses études à l'Académie, il y remporte les médailles d'argent en 1772 et d'or en 1776, puis une bourse pour un voyage d'étude en 1777 avec laquelle il séjourne en Italie où il élabore son style.
À Rome, Soane rencontre l'évêque de Derry, Frederick Augustus Hervey qu'il accompagne en Irlande, mais n'y trouvant pas de travail, il retourne en Angleterre en 1780. Il s'installe dans la région de l'Est-Anglie où il monte un petit cabinet d'architecture.
En 1788, il succède à Robert Taylor au poste d'architecte attaché (Architect and Surveyor) à la Banque d'Angleterre, le bâtiment de la banque étant son œuvre la plus célèbre. À la suite de ce chantier, son cabinet rencontre le succès et lui-même reçoit les distinctions d'Associate Royal Academician (ARA) en 1795, puis de Royal Academician (RA) en 1802. Il devient professeur d'architecture à l'Académie Royale en 1806, un poste qu'il conserve jusqu'à sa mort.
En 1792, Soane achète une maison au 12 Lincoln's Inn Fields à Londres et l'utilise comme foyer et bibliothèque, mais aussi pour organiser des réceptions destinées à ses clients potentiels. Entre 1794 et 1824, Soane transforme et agrandit la maison en intégrant les deux propriétés adjacentes, afin d'y expérimenter ses idées architecturales, mais aussi pour conserver sa collection, toujours croissante, d'antiquités. En effet, grâce à la prospérité de son cabinet, Soane peut rassembler des objets de valeur comme le sarcophage de Séthi Ier, des bronzes romains de Pompéi, plusieurs toiles de Canaletto et un ensemble de peintures de William Hogarth. En 1833, il décide de faire donations de sa maison et de la collection qu'elle abrite et obtient une décision du parlement britannique transformant sa maison en musée, après son décès, l'actuel Sir John Soane's Museum.
Le cabinet d'architecte de Soane connaît un grand succès, dessinant nombre de demeures pour les membres de la gentry britannique. Hormis le bâtiment de la Banque d'Angleterre, on lui doit l'aménagement intérieur des salles à manger des 10 et 11 Downing Street, les résidences officielles du Premier ministre et du Ministre des finances, la Dulwich Picture Gallery à Londres, l'archétype de la plupart des galeries de peintures modernes, et sa maison de campagne, Pitzhanger Manor, aujourd'hui à Ealing dans le grand Londres.
Soane est fait chevalier en 1831. Il meurt à Londres en 1837 et son corps est enterré dans la tombe qu'il a lui-même dessinée dans le jardin de l'église Old St. Pancras.